# 海勒富茨勒伊斯
海勒富茨勒伊斯（荷蘭語：Hellevoetsluis，荷蘭語：[ˌɦɛləvutˈslœy̯s] ⓘ）是荷兰南荷兰省的一个市镇，位于福尔讷-皮滕（Voorne-Putten）岛上。2009年人口30,164。面积46.14 km²，其中14.57 km²为水域。